# Метамис
Метами́с (фр. Méthamis) — коммуна во французском департаменте Воклюз региона Прованс — Альпы — Лазурный Берег. Относится к кантону Мормуарон.	

## Географическое положение
Метамис расположен в 34 км к северо-востоку от Авиньона. Соседние коммуны: Виль-сюр-Озон на севере, Венаск на юго-западе, Мальмор-дю-Конта на западе, Бловак на северо-западе.
Метамис раскинулся на склоне скалистых гор у выхода Нескского ущелья.

### Гидрография
Коммуна стоит на Неске, выходящим близ коммуны из Нескского ущелья.

## Демография
Население коммуны на 2010 год составляло 396 человек.
| 1962 | 1968 | 1975 | 1982 | 1990 | 1999 | 2010 |
| ---- | ---- | ---- | ---- | ---- | ---- | ---- |
| 277  | 287  | 282  | 330  | 352  | 397  | 396  |

## Достопримечательности
- Церковь Сен-Пьер-э-Сен-Поль XII века, позже несколько раз достраивалась и расширялась.
- Грамари, остатки культуры мезолита.
- Замок Ла-Грэль.
- Часовня Сент-Фуа, XV века.